# Mycetophila cornuta
Mycetophila cornuta är en tvåvingeart som beskrevs av Freeman 1951. Mycetophila cornuta ingår i släktet Mycetophila och familjen svampmyggor. Inga underarter finns listade i Catalogue of Life.